# Jean-Charles Létourneau
Jean-Charles Létourneau, né le 28 novembre 1775 à Saint-Pierre-de-la-Rivière-du-Sud (Québec) et mort le 21 avril 1838 à Saint-Thomas-de-Montmagny (Bas-Canada), est un notaire et un homme politique canadien.

## Biographie
Après avoir étudié au Petit Séminaire de Québec (1789-1792), il devient clerc de notaire chez Me Nicolas-Gaspard Boisseau, puis notaire en 1803. Il installe son étude dans la paroisse de Saint-Thomas et épouse la fille de son maître en 1806.

### Vie politique
Létourneau se lance en politique pour le Parti canadien de Louis-Joseph Papineau. Aux élections de 1827, il est élu député dans le comté de Devon, aux côtés de Jean-Baptiste Fortin. La circonscription prendra le nom de comté de L'Islet en 1829. Il y sera réélu lors des élections de 1830 et de 1834. Cette année-là, il vote en faveur des 92 résolutions de son chef.
Il meurt le 21 avril 1838, peu de temps après la suspension de la constitution en février, lors de la Rébellion des Patriotes.